# باکونی‌سومبات‌هی
باکونی‌سومبات‌هِی (به مجاری: Bakonyszombathely) یک شهرداری در مجارستان است که در ناحیه کیشبر واقع شده‌است. باکونی‌سومبات‌هِی ۳۶٫۵۳ کیلومتر مربع مساحت و ۱٬۵۲۸ نفر جمعیت دارد.